# Pelayos del Arroyo
Pelayos del Arroyo è un comune spagnolo di 41 abitanti situato nella comunità autonoma di Castiglia e León.